# Mus spretus
Mus spretus là một loài động vật có vú trong họ Chuột, bộ Gặm nhấm. Loài này được Lataste mô tả năm 1883.